# ГЕС Караколес
ГЕС Караколес (ісп. Represa Los Caracoles) — гідроелектростанція в північній Аргентині в провінції Сан-Хуан. Знаходячись між ГЕС Тамболар (вище за течією, станом на 2018 рік на стадії спорудження) та ГЕС Пунта-Негра, входить до складу каскаду на річці Сан-Хуа́н, що впадає праворуч у Десагуаде́ро (ліва притока Ріо-Колорадо, що впадає в Атлантичний океан за сотню кілометрів південніше від Баїя-Бланки).
У межах проекту річку перекрили земляною греблею з бетонним облицюванням висотою 129 метрів та довжиною 620 метрів, яка потребувала приблизно 10 млн м3 матеріалу. Вона утримує водосховище з площею поверхні 12,9 км2 та об'ємом 566 млн м3 (корисний об'єм 300 млн м3), в якому можливе коливання рівня поверхні між позначками 1080 та 1110 метрів НРМ.
Від сховища до машинного залу під лівобережним гірським масивом прокладено дериваційний тунель довжиною 1,5 км, який сполучений з підземним балансувальним резервуаром висотою 80 метрів. По завершенні тунелю ресурс потрапляє у напірний водовід зі спадаючим діаметром від 5,5 до 4,3 метра.
Основне обладнання станції складають дві турбіни типу Френсіс потужністю по 62,5 МВт, які при напорі у 150 метрів забезпечують виробництво 715 млн кВт-год електроенергії на рік. Відпрацьована вода відводиться до річки по каналу довжиною 1,5 км.
Видача продукції відбувається по ЛЕП, розрахованій на роботу під напругою 132 кВ.
Окрім виробництва електроенергії комплекс забезпечує іригацію 17 тисяч гектарів земель.